# Portiragnes
Portiragnes – miejscowość i gmina we Francji, w regionie Oksytania, w departamencie Hérault.
Według danych na rok 1990 gminę zamieszkiwało 1770 osób, a gęstość zaludnienia wynosiła 88 osób/km² (wśród 1545 gmin Langwedocji-Roussillon Portiragnes plasuje się na 214. miejscu pod względem liczby ludności, natomiast pod względem powierzchni na miejscu 377.).